# Paititia neglecta
Paititia neglecta är en fjärilsart som beskrevs av Lamas 1979. Paititia neglecta ingår i släktet Paititia och familjen praktfjärilar. Inga underarter finns listade i Catalogue of Life.